# 普利尼亚克
普利尼亚克（法語：Poullignac，法語發音：[puliɲak]）是法国夏朗德省的一个市镇，属于昂古莱姆区。

## 地理
普利尼亚克（45°23'57"N, 0°1'13"W）面积8.94 平方千米，位于法国新阿基坦大区夏朗德省，该省份为法国西部内陆省份，北起德塞夫勒省和维埃纳省，东临上维埃纳省，东南至多尔多涅省，南至多爾多涅省，西接滨海夏朗德省。
与普利尼亚克接壤的市镇（或旧市镇、城区）包括：贝尔讷伊、贝萨克、布里苏巴伯济约、德维亚、圣费利、圣马夏尔、圣苏利娜。

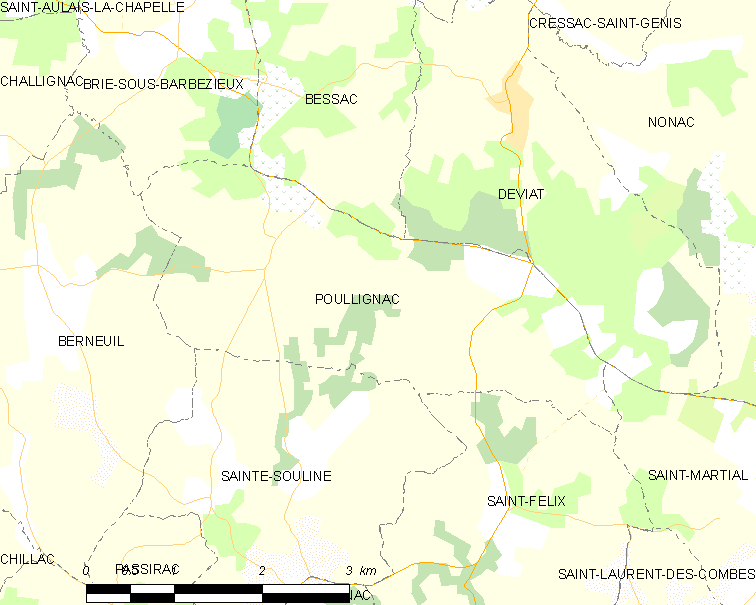
普利尼亚克的OSM定位图

普利尼亚克的时区为UTC+01:00、UTC+02:00（夏令时）。

## 行政
普利尼亚克的邮政编码为16190，INSEE市镇编码为16267。

## 政治
普利尼亚克所属的省级选区为蒂德-拉瓦莱特县。

## 人口

1962-2008年间普利尼亚克人口变化图示

普利尼亚克于2022年1月1日时的人口数量为105人。